# Heinrich Wolf (Politiker, 1909)
Heinrich Wolf (* 20. Oktober 1909 in Mülheim an der Ruhr; † 9. August 1984) war ein deutscher Politiker (CDU).

## Leben
Wolf besuchte nach der Volksschule und der Mittelschule die Oberschule und absolvierte im Anschluss an den Universitäten Göttingen, Freiburg und Bonn ein Studium der Zoologie, Botanik, Geographie und Chemie. Er wurde im Jahre 1929 Mitglied des Göttinger Wingolf. 1934 wurde er promoviert und arbeitete danach zunächst als Volontärassistent und als wissenschaftlicher Assistent. Außerdem war er Zweiter Direktor des Zoologischen Forschungsinstituts und Museums Koenig in Bonn.

## Politik
Wolf war von 1946 bis 1949 Kreisvorsitzender der CDU Bonn-Land und im Jahr 1946 Stadtverordneter der Stadt Bad Godesberg. Er wurde 1946 zum Abgeordneten der zweiten Ernennungsperiode des nordrhein-westfälischen Landtags ernannt und bei der ersten Landtagswahl 1947 über ein Direktmandat im Wahlkreis 019 Bonn-Land-Süd ins Parlament gewählt. Er gehörte diesem vom 19. Dezember 1946 bis zum 12. Juli 1958 an und wurde auch in der zweiten und dritten Legislaturperiode direkt im Wahlkreis 019 gewählt. Von September 1949 bis Juli 1958 war er stellvertretender Vorsitzender der CDU-Landtagsfraktion.
Außerdem war er von 1949 bis 1954 Präsident der Bonner Vereinigung Deutschland-Frankreich e.V und ab 1953 Vorsitzender des Bundes der Deutschen Naturwissenschaftlichen Museen.

## Weblink
- Heinrich Wolf beim Landtag Nordrhein-Westfalen

| Personendaten    | Personendaten                  |
| ---------------- | ------------------------------ |
| NAME             | Wolf, Heinrich                 |
| KURZBESCHREIBUNG | deutscher Politiker (CDU), MdL |
| GEBURTSDATUM     | 20. Oktober 1909               |
| GEBURTSORT       | Mülheim an der Ruhr            |
| STERBEDATUM      | 9. August 1984                 |